# Lubina (râu)
Lubina este un râu din Cehia, afluent de drepta al râului Oder. Acesta curge prin regiunea Moravia-Silezia, prin părțile de sud-est și de est ale districtului Nový Jičín. Are o lungime de 36,8 kilometri (22,9 mi). Bazinul său hidrografic are o suprafață de 194,9 kilometri pătrați (75,3 mi2).

## Nume
Numele râului a fost menționat pentru prima dată în secolul al XIII-lea.
Satul Lubina (astăzi parte a comunei Kopřivnice) a fost numit după râu.

## Geografie

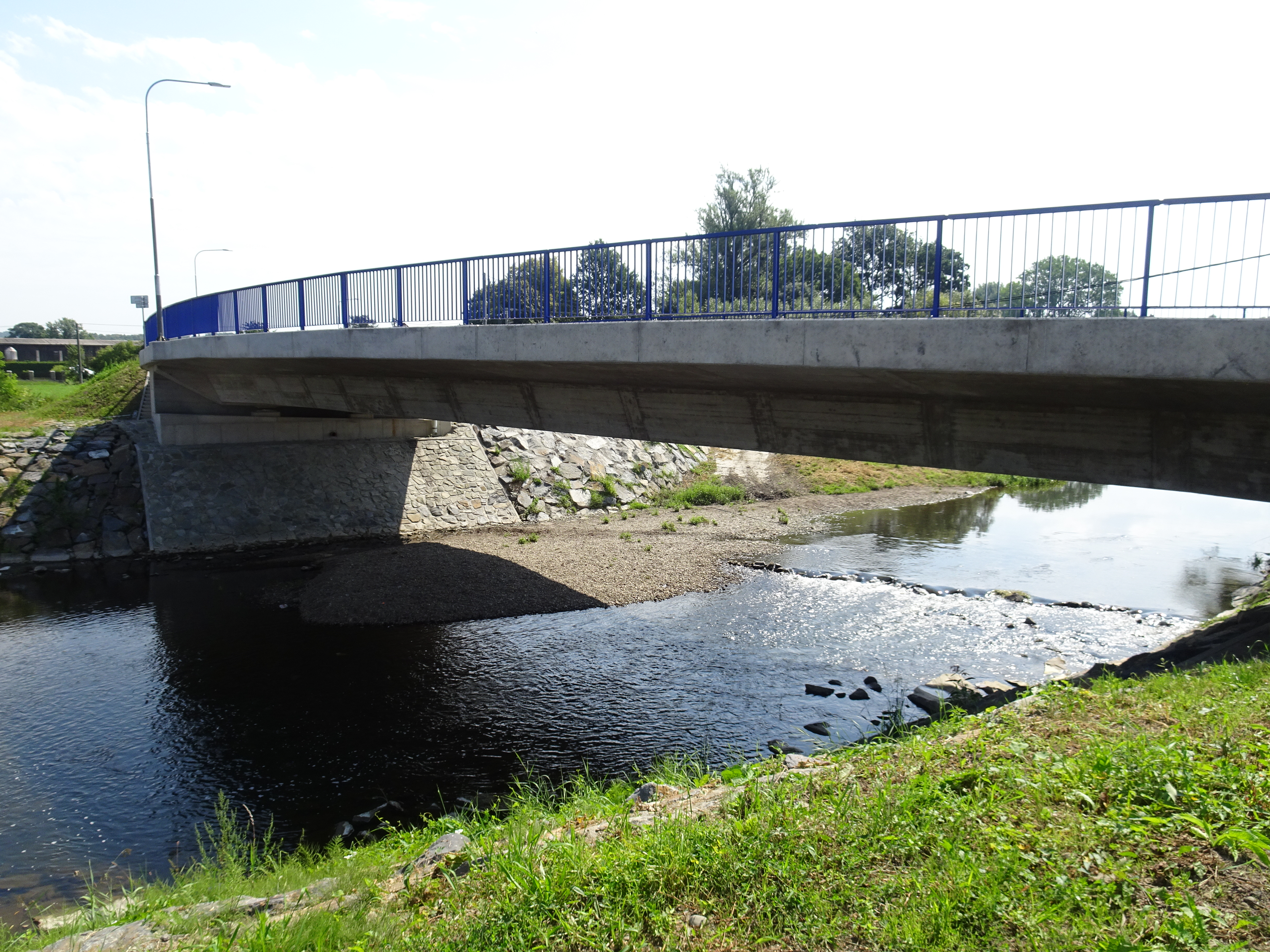
Lubina în

Lubina își are izvorul pe teritoriul comunei Trojanovice⁠(d), în Munții Beschizi (Beskydy) din Moravia-Silezia, la o altitudine de 674 m (2.211 ft) și curge spre comuna Jistebník⁠(d), unde se varsă în râul Oder la o altitudine de 220 m (720 ft). Are o lungime de 36,8 kilometri (22,9 mi). Bazinul său hidrografic are o suprafață de 194,9 kilometri pătrați (75,3 mi2). Debitul mediu înainte de confluența cu Trnávka este de 2,36 m3/s.
Întregul curs, cu câteva abateri minore, se îndreaptă spre nord. Cursul său superior este foarte rapid și în trecut a fost reglat de o serie de structuri și mici bariere, care au permis crearea mai multor mori.
Cei mai lungi afluenți ai râului Lubina sunt:
| Nume        | Lungime (km) | Afluent de |
| ----------- | ------------ | ---------- |
| Tichávka    | 14,2         | dreapta    |
| Lomná       | 11,5         | dreapta    |
| Trnávka     | 10,0         | dreapta    |
| Kopřivnička | 7,3          | stânga     |

## Curs
Râul curge prin teritoriile comunelor cehe Trojanovice⁠(d), Frenštát pod Radhoštěm, Tichá⁠(d), Lichnov, Kopřivnice, Příbor⁠(d), Skotnice⁠(d), Mošnov⁠(d), Petřvald, Stará Ves nad Ondřejnicí⁠(d) și Jistebník⁠(d).
Prima așezare mai mare, situată de-a lungul râului Lubina, este orașul Frenštát pod Radhoštěm. Râul curge de-a lungul marginii vestice a orașului și la capătul său primește primul său afluent semnificativ, Lomná. Râul curge prin apropiere de Aeroportul Leoš Janáček Ostrava din Albrechtičky.

## Natură
Gura de vărsare a râului se află în aria protejată peisagistică Poodří. Printre speciile de animale protejate care trăiesc în râu se numără racul-de-râu european, peștele boiștean și zglăvoaca răsăriteană. Râul este și un teren de vânătoare al vidrei de râu eurasiatică (Lutra lutra) și al pescărașului albastru comun (Alcedo atthis).